# Alfredo Jimeno

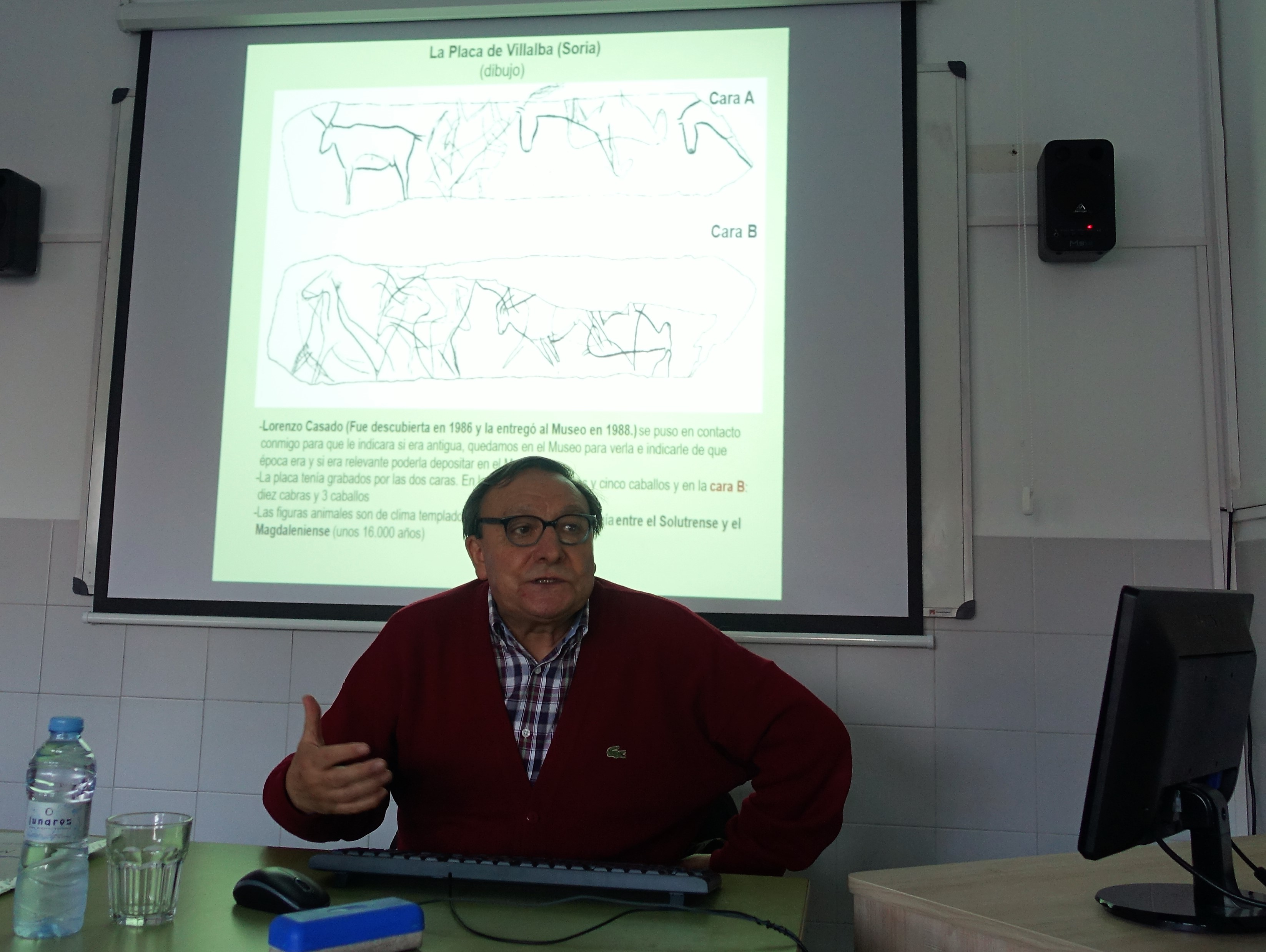

Alfredo Jimeno Martínez (Soria, 1950) es doctor en Historia por la Universidad de Zaragoza (1981), especializado en Prehistoria Reciente. Su tesis doctoral se tituló: "Nuevas bases para el estudio de la etapa postcampaniforme en la zona del Alto Duero".
Comenzó su carrera docente como Profesor Ayudante del Departamento de Prehistoria e Historia Antigua de la Universidad de Zaragoza (1976-1981). Posteriormente, fue Profesor Adjunto, encargado del Departamento de Prehistoria e Historia Antigua del Colegio Universitario de Soria (Universidad de Zaragoza y, posteriormente, Universidad de Valladolid) (1981-1986). Desde 1987, fue Profesor Titular del Departamento de Prehistoria de la Universidad Complutense de Madrid hasta su jubilación en 2020.
Es el director del Plan Director del yacimiento arqueológico de Numancia desde 1994 (Dirección General de Patrimonio, Junta de Castilla y León) y fue Director del Centro de Apoyo a la Investigación de Arqueometría y Análisis Arqueológico de la Universidad Complutense de Madrid entre 2007 y 2011.
Ha dirigido y participado en una veintena de proyectos de investigación financiados. Cuenta con más de un centenar de publicaciones científicas y divulgativas. Ha impartido más de 300 conferencias, incluyendo ponencias científicas y de divulgación. Ha dirigido 8 tesis doctorales y participado en 34 tribunales de tesis doctoral en universidades por todo el país. 
Es fundador de la Asociación de Amigos del Museo Numantino, Asociación Cultural Celtibérica Tierraquemada y la Escuela Arqueológica de Numancia, entre otras.